# Banū Quraiza

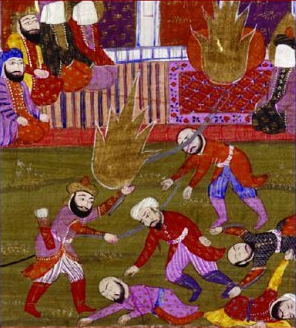
Massaker an den Banū Quraiza

Die Banū Quraiza (arabisch بنو قريظة, DMG Banū Quraiẓa, auch Banu Qurayza) waren zusammen mit den Banū Qainuqāʿ und den Banū n-Nadīr einer der drei einflussreichsten jüdischen Stämme Yathribs, des vorislamischen Medina.
Wie die Banū Nadīr besaßen die Banū Quraiza die landwirtschaftlich ergiebigsten Teile der Oase und sicherten damit sowie durch Geldverleih ihr Einkommen. Die Männer der Quraiza wurden im Jahr 627 auf Verordnung Saʿd ibn Muʿādhs und mit Zustimmung und unter der Aufsicht Mohammeds getötet und ihre Frauen und Kinder in die Sklaverei verkauft.
Überliefert werden diese Ereignisse in der Prophetenbiographie Ibn Ishāqs, in der Maghāzī-Literatur, in der Koranexegese und in Traditionssammlungen. Sie sind somit ausschließlich aus islamischer Sicht dargestellt.

## Herkunft der Banū Quraiza
Die Banū Quraiza sowie die Banū Nadīr bezeichneten sich als al-Kāhinān (Die zwei Priester) und waren ferner als Banū Hārūn (Söhne des Aaron) bekannt. Ihre Herkunft ist nicht eindeutig gesichert: Es ist unbekannt, ob sie nach der jüdischen Rebellion gegen Rom im Jahre 70 nach Yathrib gezogen oder ob sie arabische Proselyten waren.

## Situation vor und in der ersten Zeit nach der Ankunft Mohammeds
Im fünften Jahrhundert siedelten sich die arabischen Stämme (die Chazradsch und die Aus, die zusammen die Banū Qaila bildeten) nach ihrer Emigration aus dem Jemen in Yathrib an, wo sie zunächst den dort schon lebenden Juden unterworfen waren. Später erlangten sie nach und nach ihre Unabhängigkeit von den jüdischen Stämmen und wurden zu Herrschern der Oase.
Bei der Ankunft Mohammeds in Yathrib 622 herrschte in der Oase eine generationenlange Fehde zwischen den beiden dortigen arabischen Stämmen, den Aus und den Chazradsch, die zu einer allgemeinen Erschöpfung geführt hatte. Die Banū Quraiza hatten sich dabei – zusammen mit den Banū Nadīr – mit den Aus verbündet, die Banū Qainuqāʿ mit den Chazradsch.
Die Banū Quraiza waren relativ wohlhabend. Wie die Banū Nadīr besaßen sie die landwirtschaftlich ergiebigsten Teile der Oase (vor allem Dattelpalmen). Bestätigt wird dies durch Abū l-Faradsch al-Isfahānī, der in seinem Kitāb al-Aġānī "die Bleiben der Banū Quraiza und Nadīr auf süßem Wasser und wertvollen Palmen (manāzil Banī Quraiẓa wa-n-Naḍīr ʿalā ʿaḏb al-māʾ wa-karīm an-naḫl) erwähnt. Nuʿaim ibn Masʿūd wird von al-Wāqidī mit den Worten zitiert: „Die Banū Quraiza waren ein reiches Volk edler Abstammung und wir [nur] ein arabisches Volk ohne Palmen und ohne Weingärten, sondern [nur] mit Schafen und Kamelen.“

## Verhalten in der Grabenschlacht

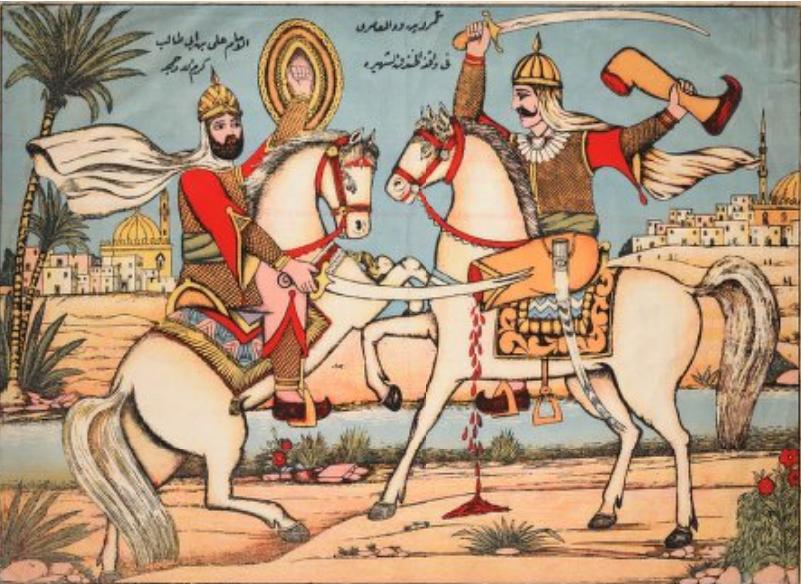
Duell zwischen ʿAlī ibn Abī Tālib (links) und ʿAmr ibn ʿAbd Wudd (rechts) während der Grabenschlacht

Im Jahre 627 griffen die Quraisch mit Unterstützung anderer Stämme Medina an. Zur Verteidigung der Stadt ließ Mohammed einen Graben um diejenigen Gebiete Medinas ziehen, die nicht durch natürliche Umstände geschützt waren. Nach einer zweiwöchigen Belagerung der Oase zogen sich die Angreifer zurück, ohne den Graben erfolgreich überwunden zu haben.
Die gängige Meinung in der Forschung ist, dass die Quraiza sich während der Belagerung formal korrekt verhalten hätten. Bei den Arbeiten am Graben haben sie den Muslimen geholfen, indem sie ihnen Schaufeln zum Ausheben des Grabens liehen. Allerdings haben sie die Angreifer während der Belagerung mit Proviant versorgt und mit ihnen insgeheim Verhandlungen geführt. Zu einem Zeitpunkt standen sie kurz davor, den Muslimen in den Rücken zu fallen.

## Der Angriff auf die Banū Quraiza
Nach der Grabenschlacht soll Mohammed der Erzengel Gabriel erschienen sein und ihm befohlen haben, die Banū Quraiza anzugreifen:

„Am Mittag kam [Gabriel] zum Gesandten Gottes […] Er war mit einem brokatbesetzten Turban verhüllt und saß auf einem Maultier mit ledernem Sattel, auf dem eine samtene Decke, bestickt mit Seidenbrokat, lag. Er sagte: ‚Hast du die Waffen schon abgelegt, Gesandter Gottes?‘ ‚Ja.‘ antwortete er. Da sagte [Gabriel]: ‚Aber die Engel haben die Waffen noch nicht abgelegt! Du bist jetzt nur auf Bitten der Leute heimgekehrt, Gott, der Mächtige und Erhabene, jedoch gebietet dir, [Mohammed], gegen die Banū [Quraiza] zu ziehen. Ich selbst werde mich gegen sie richten und sie erschüttern.‘“

Mohammed forderte daraufhin seine Anhänger auf, sich mit ihm noch vor der Abenddämmerung vor den Festungen der Banū Quraiza zu versammeln, von wo sie den jüdischen Stamm zu belagern begannen. Die Quraiza, die sich während dieser Belagerung untereinander beraten zu haben scheinen, wehrten sich nicht mit großer Mühe. Folglich baten sie Mohammed, unter denselben Bedingungen wie schon zuvor die Banū Qainuqāʿ und Banū n-Nadīr, nämlich mit all ihren beweglichen Gütern aus Medina fliehen zu dürfen. Als diese Bitte verweigert wurde, boten sie Mohammed an, aus Medina ohne ihr Hab und Gut zu fliehen, doch auch dieses Angebot wurde ausgeschlagen: Sie wurden dazu aufgefordert, bedingungslos zu kapitulieren. Nun wollten sie Abū Lubāba, einen mit ihnen befreundeten Muslim, um Rat bitten. Auf ihre Frage, ob sie sich ergeben sollten, antwortete er ihnen mit „Ja“, deutete allerdings auf seine Kehle, um dadurch zu indizieren, dass man sie töten würde. Trotz dieses Hinweises kapitulierten die Quraiza nach einer 25 Tage andauernden Belagerung bedingungslos.
Die mit den Banū Quraiza schon seit vorislamischen Zeiten verbündeten Aus baten den Propheten darum, bei seiner Entscheidung über den Stamm Milde walten zu lassen, weshalb dieser ihnen anbot, die Entscheidung einem ihrer Stammesmitglieder zu übertragen. Als alle Parteien diesem Vorschlag zugestimmt hatten, erwählte Mohammed Saʿd ibn Muʿādh als Richter. Dieser entschied – unter anschließender Zustimmung des Propheten –, dass die Männer (d. h. jedes männliche Stammesmitglied, dessen Schamhaarwuchs begonnen hatte) der Quraiza getötet, ihr Besitz unter den Muslimen verteilt und ihre Frauen und Kinder in die Sklaverei verkauft werden sollten.
Das Urteil wurde am darauffolgenden Tag vollstreckt. Der arabische Historiker Ibn Ishāq beschreibt in seiner Prophetenbiographie das Ende der Banū Quraiza folgendermaßen:

„Schließlich mußten sich die [Quraiza] ergeben, und der Prophet ließ sie im Gehöft der Bint [Hārith], einer Frau vom Stamme [Nadschschār], einsperren. Sodann begab er sich zum Markt von Medina, dort, wo heute noch der Markt ist, und befahl, einige Gräben auszuheben. Als dies geschehen war, wurden die [Quraiza] geholt und Gruppe um Gruppe in den Gräben enthauptet. Darunter befanden sich auch der Feind Gottes Huyayy ibn Achtab und das Stammesoberhaupt Kaʿb ibn Asad.“

Infolge der Exekution sind etwa 400 bis 900 Stammesangehörige der Banu Quraiza getötet worden. Die Quellen erwähnen drei Stammesangehörige, die der Exekution durch Konversion zum Islam entgangen sind.
Unter den gefangen genommenen Frauen befand sich auch Raihāna, die Mohammed als Beute zufiel. Ihr Verhältnis zum Propheten nach ihrer Gefangennahme ist unterschiedlich überliefert worden: Laut einer Version ist sie zum Islam konvertiert, vom Propheten freigelassen und anschließend geehelicht worden. Nach einer anderen Version hat sie es abgelehnt, den Islam anzunehmen, und wurde zur Konkubine Mohammeds. Demnach habe sie auch nach ihrer späteren Konversion zum Islam ihre Freilassung abgelehnt und war bis zu ihrem Tod eine Konkubine des Propheten.
Mit der Vernichtung der Banū Quraiza sind auch die Angehörigen der arabischstämmigen Banū Kilāb ibn ʿĀmir, die Verbündeten der Banū Quraiza, hingerichtet worden. Eine ihrer Frauen, an-Naschat (Variante: asch-Schat) bint Rifāʿa, hat Mohammed geheiratet, aber nach kurzer Zeit verstoßen. Während die Frauen und Kinder der Banū Quraiza versklavt werden durften, liegen keine Berichte darüber vor, dass an-Naschat bint Rifāʿa ebenfalls Sklavin war. Michael Lecker folgert daraus, dass die arabischen Frauen, die man in den Festungen der Quraiza gefangen genommen hat, womöglich nicht versklavt wurden; alternativ sei es allerdings – so Lecker – auch möglich, dass ihre Stammesangehörigen sie freigekauft hätten.
Nach der Exekution der Banū Quraiza war Mohammeds Position in Medina gestärkt. Nun gab es in der Oase keinen wichtigen jüdischen Stamm mehr, allerdings mehrere kleinere Gruppen, die von nun an jegliche feindselige Handlung gegenüber Mohammed und seinen Anhängern mieden.

## Rezeption in der islamischen Koranexegese
Die Ereignisse um das Ende der Banū Quraiza haben auch in der islamischen Koranexegese ihren Ausdruck gefunden, die mehrere Verse – allen voran Sure 33:26f. sowie Sure 8:55-58 – in den Kontext des angeblichen Vertragsbruchs der Quraiza in der Grabenschlacht und ihre anschließende Vernichtung stellt. Die Besonderheit in mehreren dieser Darstellungen ist – so die Auffassung Marco Schöllers – die Behandlung dieser Episode der Prophetenvita und der Vertreibung der Nadīr als ein einziger, etwa gleichzeitig vorgefallener Vorgang. In der traditionellen Darstellung der Sīra-, Maghāzī- wie auch Hadīth-Literatur liegen rund eineinhalb Jahre zwischen beiden Ereignissen.

### Sure 33:26f.

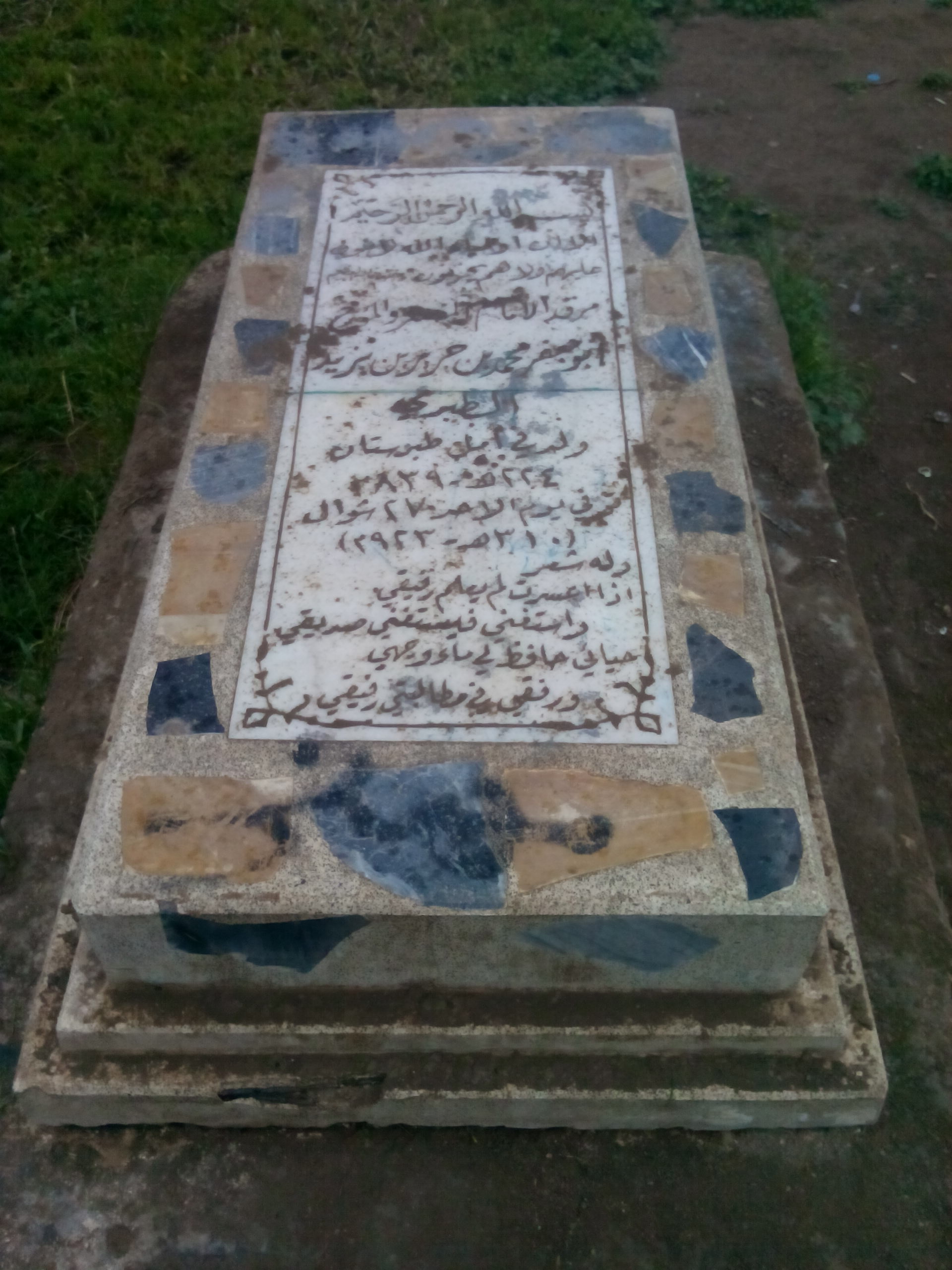
Grab at-Tabarīs in Bagdad

Insbesondere Sure 33:26f. bringt die Exegese in Verbindung mit dem Schicksal der Banū Quraiza:

„Und er ließ diejenigen von den Leuten der Schrift, die sie (d.h. die Ungläubigen) unterstützt hatten, aus ihren Burgen herunterkommen und jagte ihnen Schrecken ein, so daß ihr sie (in eure Gewalt bekamet und) zum Teil töten, zum Teil gefangennehmen konntet. Und er gab euch ihr Land, ihre Wohnungen und ihr Vermögen zum Erbe, und (dazu) Land, das ihr (bis dahin noch) nicht betreten hattet. Gott hat zu allem die Macht.“

So stellt as-Suyūtī die beiden Verse in den Kontext der Belagerung und Vernichtung der Quraiza. Hierbei referiert er die in der Geschichtsschreibung übliche Darstellung des Verrats der Banū Quraiza in der Grabenschlacht, die Aufforderung Gabriels an den Propheten, die Quraiza anzugreifen und die anschließende Exekution ihrer Männer, Versklavung ihrer Frauen und Kinder sowie Erbeutung ihrer Besitztümer.
Auch in at-Tabarīs Kommentar wird das bekannte Motiv Gabriels aufgegriffen, der Mohammed dazu auffordert, die Waffen gegen die Quraiza zu ergreifen.
Zum Passus „Und er gab euch […] Land, das ihr (bis dahin noch) nicht betreten hattet“ („Wa-auraṯakum […] arḍan lam taṭaʾūhā“) nennt at-Tabarī mehrere Interpretationen, denen zufolge hier von den noch zu erobernden Gebieten der Byzantiner, Sassaniden und anderen Teilen der Welt (siehe Islamische Expansion sowie Dschihad) oder Mekka oder Chaibar die Rede ist.
Sowohl at-Tabarī als auch as-Suyūtī erwähnen einen auf den Prophetengenossen Saʿīd ibn Zaid (gest. 670/-71) zurückgeführten Bericht, demzufolge das in Vers 27 den Muslimen zum Erbe gegebene Land, die Wohnungen und das Vermögen sich sowohl auf die Quraiza als auch die Nadīr beziehen.

### Sure 8:55–58
Die im islamischen Schrifttum gängige Vorstellung, dass sich die Quraiza des Verrats am Propheten schuldig gemacht hätten, wurde in der Exegese auch auf den Wortlaut der Sure 8:55–58 projiziert:

„Als die schlimmsten Tiere gelten bei Gott diejenigen, die ungläubig sind und (auch) nicht glauben werden (?) (oder: und (um alle Welt) nicht glauben wollen?), – (besonders) diejenigen von ihnen, mit denen du eine bindende Abmachung eingegangen hast, und die dann jedes Mal (wenn es darauf ankommt) ihre Abmachung in gottloser Weise (w. ohne gottesfürchtig zu sein) brechen. Wenn du sie nun im Krieg zu fassen bekommst, dann verscheuche mit ihnen diejenigen, die hinter ihnen dreinkommen! Vielleicht werden sie sich (dann) mahnen lassen (d.h. verfahre derart mit ihnen, daß diejenigen, die nach ihnen kommen, es zum warnenden Beispiel nehmen und nicht denselben Irrweg einschlagen)! Und wenn du von (gewissen) Leuten Verrat fürchtest, dann wirf ihnen (den Vertrag) ganz einfach (?) hin! Gott liebt diejenigen nicht, die Verrat begehen.“

Demnach hätten – so beispielsweise im Tafsīr Muqātil ibn Sulaimāns – die Banū Quraiza schon einmal einen Vertrag mit dem Propheten gebrochen, wären mit ihm einen weiteren Vertrag eingegangen und hätten auch diesen während der Grabenschlacht verletzt und den Propheten verraten. Entsprechend der Wortlaut in Vers 56: „diejenigen […] die dann jedes Mal […] ihre Abmachung […] brechen“ („allaḏīna […] yanquḍūna ʿahdahum fī kulli marratin“).
Mit Bezug auf Muqātils Interpretation führt al-Baghawī eine ähnliche Überlieferung an, wonach Kaʿb ibn al-Aschraf (der gemäß traditioneller Darstellung zu diesem Zeitpunkt schon getötet worden war und in Muqātils Kommentar keine Erwähnung findet) während der Grabenschlacht gen Mekka ritt, um sich mit den Quraisch abzusprechen. Eine deutlichere Bezugnahme auf den Stamm Kaʿbs (die Banū Nadīr) findet sich im Kommentar al-Qurtubīs:

„Die B[anū] Qur[aiza] und die B[anū] N[adīr] brachen das Abkommen, indem sie die Heiden Mekkas mit Waffen versorgten. Dann aber reute es sie und sie sprachen: ‚Wir hatten (das Abkommen) nur vergessen‘. Daraufhin schloß (Muḥammad) mit ihnen ein zweites Abkommen, das (die Juden) am Tag der ‚Grabenschlacht‘ brachen.“

Al-Baghawīs und al-Qurtubīs Darstellungen dienen als Indizien für Schöllers These eines gleichzeitigen Vorgehens gegen die Quraiza und Nadīr.

## Rezeption im islamischen Völkerrecht
Das Vorgehen gegen die Banū Quraiza wurde nicht zum Vorbild im herkömmlichen Umgang mit den Schriftbesitzern unter islamischer Herrschaft. Auch in Angesicht bestehender interreligiöser Polemik ist folgender Grundsatz unter anderem in Form dieses Prophetenspruchs aufgestellt worden:

«قال رسول الله […] من ظلم معاهدًا او كلّفه فوق طاقته فانا حجيجه الى يوم القيامة»

„Qāla rasūlu Llāh […] man ẓalama muʿāhadan au kallafahū fauqa ṭāqatihī fa-anā ḥaǧīǧuhū ilā yaumi l-qiyāma.“

„Der Gesandte Gottes […] sagte: ‚Am Tage des Jüngsten Gerichts werde ich gegen denjenigen als Ankläger auftreten, der einen Schutzbefohlenen [Schriftbesitzer] unterdrückt oder überbürdet.‘“

Entsprechend soll der zweite Kalif ʿUmar auf dem Sterbebett seinen Nachfolger angewiesen haben, das mit den auf islamischem Gebiet verweilenden Schriftbesitzern geschlossene Schutzbündnis einzuhalten, diejenigen zu bekämpfen, die sie bekämpfen, und sie steuerlich nicht außerhalb ihrer Leistungsfähigkeit zu belasten. Eine Verletzung des Dhimma-Abkommens galt als schwere Perfidie.
Nichtsdestotrotz ist der Angriff auf die Quraiza und ihre Exekution – anders als vonseiten Arafats behauptet – im islamischen (Völker-)Rechtswesen als Grundlage diverser juristischer Erörterungen hinzugezogen worden.

### Asch-Schaibānī
Asch-Schaibānī erwähnt die Vernichtung der Banū Quraiza als Beweis für die Rechtmäßigkeit der Exekution von Personen nach ihrer Gefangennahme und auch nachdem „der Krieg aufgehört hat, [Mohammed und seinen Anhängern] seine Lasten aufzubürden.“

#### Behandlung der zu tötenden Gefangenen
Hierbei rät asch-Schaibānī davon ab, die Gefangenen im gefesselten Zustand zu töten, sofern ausgeschlossen werden kann, dass die Gefangenen fliehen oder anwesende Muslime töten. Bei der Exekution sollen die zu tötenden Personen weder durch Durst noch durch Hunger gequält werden: Der muslimische Befehlshaber soll sie „auf eine gnädige Art und Weise töten.“ Das Verbot einer solchen Misshandlung führt asch-Schaibānī auf das Vorbild des Propheten zurück, der befohlen haben soll, die Gefangenen der Quraiza mit Datteln zu versorgen, ihnen zu erlauben, sich mittags auszuruhen und den Zeitpunkt ihrer Exekution zu verschieben, so dass sie nicht zur heißesten Tageszeit stattfand.

#### Mindestalter der zu tötenden Gefangenen
Des Weiteren führt er den Verlauf der Entscheidungsfindung und Exekution im Kapitel „Die Rechtsbestimmung zu Harbīs, die sich dem Urteil eines Mannes der Muslime fügen“ (al-Ḥukm fī Ahl al-Ḥarb iḏā nazalū ʿalā Ḥukm Raǧul min al-Muslimīna) aus. In diesem Zusammenhang verweist er ein weiteres Mal auf die Anweisung Mohammeds, die Exekution auf eine kühlere Tageszeit zu verschieben, und behandelt die Fragestellung zum Mindestalter der zu tötenden männlichen Gefangenen. Saʿd ibn Muʿādh habe bei seiner Entscheidung bestimmt, dass diejenigen getötet werden, die sich rasieren (ǧarā l-mūsā) und somit die Pubertät erreicht haben. Daraus werde asch-Schaibānī zufolge der Schluss gezogen, dass die Volljährigkeit mit dem Beginn des Schamhaarwuchs eintritt – eine Sichtweise, die er nicht teilt. Der Beginn des Schamhaarwuchs unterscheide sich – so der Kommentar as-Sarachsīs – zwischen den verschiedenen Völkern. So würde die Pubertät etwa bei den Türken später beginnen als beispielsweise bei den Bewohnern des indischen Subkontinents, weshalb es nicht möglich wäre, dahingehend ein eindeutiges Urteil zu fällen. Saʿd hingegen hätte seine Entscheidung auf Basis einer Benachrichtigung des Propheten gefällt, der durch eine Offenbarung darauf hingewiesen worden sei, dass der Eintritt der Pubertät die Volljährigkeit der Quraiza zu bestimmten hätte. Das Urteil sei auf diese Weise gefällt worden, weil…

«…من جرت عليه الموسى منهم كان مقاتلا. وإِنما حكم بقتل مقاتلهم.»

„…man ǧarat ʿalaihī l-mūsā minhum kāna muqātilan. Wa-innamā ḥakama bi-qatli muqātilihim.“

„…diejenigen, die sich rasierten [man ǧarat ʿalaihī l-mūsā], Kämpfer waren und er beschlossen hatte, ihre Kämpfer [d. h. die der Quraiza] zu töten.“

### Asch-Schāfiʿī

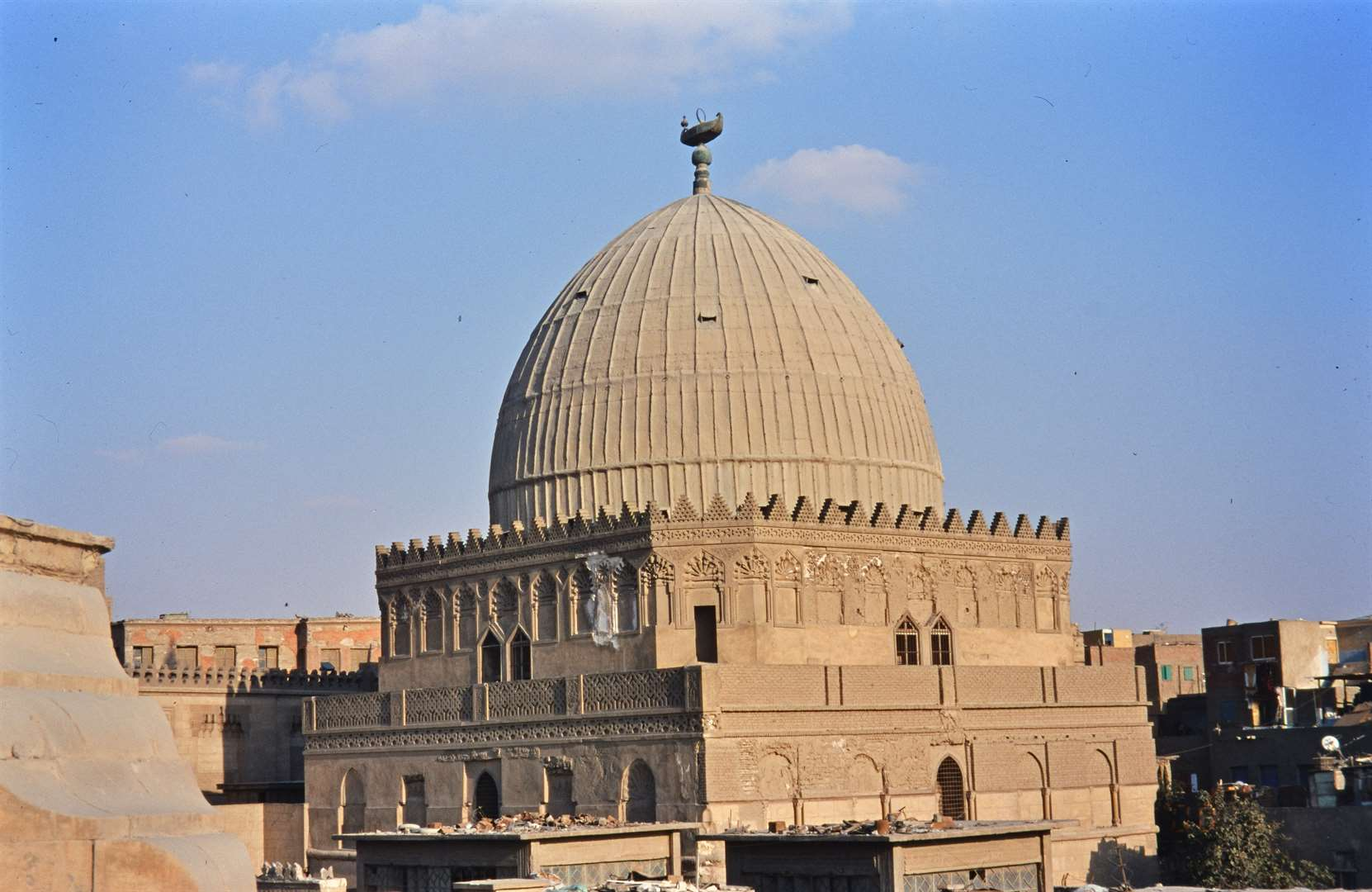
Mausoleum asch-Schāfiʿīs in Kairo

Unter dem Lemma „Vertragsbruch“ (Naqḍ al-ʿAhd) führt der berühmte Rechtsgelehrte asch-Schāfiʿī, auf den der Madhhab der Schāfiʿiten zurückgeführt wird, beispielhaft das Vorgehen Mohammeds gegen die Banū Quraiza an.

#### Bedingungen eines Dhimma-Abkommens und rechtliche Verpflichtungen der Muslime darin
Hierbei erläutert er, dass ein mit dem jeweiligen Volk abgeschlossener Friedensvertrag bzw. ein Dhimma-Abkommen mit diesem keine rechtliche Geltung besitzt, „bis wir wissen, dass die von ihnen, die geblieben sind, diesen [Vertrag] bestätigen und mit ihm einverstanden sind.“ In einem solchen Fall darf kein Muslim sich ihr Eigentum aneignen oder sie körperlich schädigen. Ein solches Verhalten vonseiten eines Muslims ist entsprechend zu ahnden, sofern diejenigen, mit denen ein solcher Vertrag abgeschlossen worden ist, ihn nicht brechen.

#### Mögliche Formen eines Vertragsbruchs vonseiten der Dhimmīs und dessen Ahndung
Falls allerdings…
- …diejenigen, mit denen ein solcher Vertrag abgeschlossen wurde, diesen brechen;
- …eine Gruppe unter ihnen den Vertrag bricht und die restlichen Mitglieder weder durch Worte noch durch Taten sich den vertragsbrüchigen Personen widersetzen, bevor der jeweilige muslimische Befehlshaber (Imām) kommt, bzw. ihr Gebiet nicht verlassen, um dem Imām mitzuteilen, dass sie selbst den Vertrag nach wie vor als gültig ansehen;
- …die Vertragsbrüchigen feindliche Kämpfer unterstützen, indem sie Muslime oder Dhimmīs bekämpfen;
- …oder sie denjenigen helfen, die Muslime oder Dhimmīs bekämpfen…

…obliegt es dem muslimischen Befehlshaber, gegen sie ins Feld zu ziehen. Sofern die an der jeweiligen Tat an und für sich unbeteiligten Personen im Zuge dessen sich nicht von denjenigen trennen, die den Vertrag auf eine der oben beschriebenen Weisen gebrochen haben, und zum muslimischen Befehlshaber hinauskommen, hat dieser ihre wehrfähigen Männer (muqātilatahum) zu töten, ihre Angehörigen gefangen zu nehmen (sabā) und ihre Güter zu erbeuten – „sei es mitten im Dār al-Islām oder in den Ländern des Feindes.“ Zur Untermauerung dieser Ausführungen verweist er auf das prophetische Vorbild bei der Vernichtung der Quraiza:

«وهكذا فعل رسول الله […] ببنى قريظة، عقد عليهم صاحبهم الصلح بالمهادنة فنقض ولم يفارقوه، فسار إليهم رسول الله […] في عقر دارهم وهى معه بطرف المدينة فقتل مقاتلتهم، وسبى ذراريهم ،وغنم أموالهم، وليس كلهم اشترك فى المعونة على النبى […] وأصحابه ولكن كلهم لزم حصنه، فلم يفارق الغادرين منهم إلا نفر فحقن ذلك دماءهم وأحرز عليهم أموالهم.»

„Wa-hākaḏā faʿala rasūlu Llāhi […] bi-Banī Quraiẓati, ʿaqada ʿalaihim ṣāḥibihimi ṣ-ṣulḥa bi-l-muhādanati fa-naqaḍa wa-lam yufāriqūhū, fa-sāra ilaihim rasūlu Llāhi […] fī ʿuqri dārihim wa-hiya maʿhū bi-ṭarafi l-madīnati fa-qatala muqātilatahum, wa-sabā ḏarārīyahum, wa-ġanima amwālahum, wa-laisa kullahumi štaraka fī l-maʿūnati ʿalā n-nabīyi […] wa-aṣḥābihī wa-lākin kulluhum lazima hiṣnahū, fa-lam yufāriqi l-ġādirīna minhum illā nafarun fa-ḥaqana ḏālika dimāʾihim wa-aḥraza ʿalaihim amwālahum.“

„Und so tat es der Gesandte Gottes […] mit den Banū Quraiza: Er schloss einen Friedensvertrag [aṣ-ṣulḥ bi-l-muhādana] mit ihrem Anführer, [den] er [d. h. der Anführer] brach. Sie [d. h. die restlichen Mitglieder der Quraiza] trennten sich [trotzdem] nicht von ihm. Daraufhin marschierte der Gesandte Gottes […] in ihrem Gebiet ein, das am [anderen] Ende der Stadt lag. Er tötete ihre Kämpfer, nahm ihre Angehörigen [d. h. ihre Frauen und Kinder] gefangen und erbeutete ihre Güter. Dabei hatten sie nicht alle [die Angreifer der Oase] gegen den Propheten […] und seine Gefährten unterstützt. Allerdings sind sie in ihrer Festung geblieben und haben sich nicht von den Verrätern unter ihnen [al-ġādirīna minhum] getrennt, außer ein paar Männern, die dadurch ihre Tötung [dimāʾihim] verhindert und ihre Besitztümer behalten haben.“

### Abū ʿUbaid al-Qāsim ibn Sallām
In seinem Kitāb al-Amwāl zählt Abū ʿUbaid al-Qāsim ibn Sallām (gest. 838) – ein Schüler unter anderem asch-Schāfiʿīs – im Kapitel zur „Rechtsbestimmung für gefangen genommene Sklaven der eroberten Völker“ (Ḥukm fī Riqāb Ahl al-ʿAnwa min al-Usārī wa-s-Sabī) ihm vorliegende Überlieferungen zur Vernichtung der Quraiza auf, zitiert weitere Überlieferungen zum Vorfall im Kontext der Fragestellung, unter welchen Umständen der islamischen Gemeinschaft gegenüber vertragsbrüchige Parteien der nicht-muslimischen Völker zu töten sind, stellt exegetische Ausführungen zum Zusammenhang der Exekution mit der Sure 33:26f. dar und erläutert:

«وإنما اسْتَحَلَّ رسولُ الله […] دماءَ بَني قُرَيْظَةَ لِمُظَاهَرَتِهمُ الأَحْزابَ عليه، وكانوا في عَهْدٍ منه. فرأى ذلك نَكْثاً لِعَهدهم، وإن كانوا لم يقتلوا من أصحابه أحداً.»

„Wa-innamā istaḥall rasūl Allāh […] dimāʾ Banī Quraiẓa li-muẓāharatihim al-aḥzāb ʿalaihi, wa-kānū fī ʿahd minhu. Fa-raʾā ḏālika nakṯan li-ʿahdihim, wa-in kānū lam yaqtulū min aṣḥābihī aḥadan.“

„Der Gesandte Gottes […] hat das Töten der Banū Quraiza, die mit ihm einen Vertrag abgeschlossen hatten, aufgrund ihrer Unterstützung der Ahzāb gegen ihn für erlaubt erklärt. Dies [d. h. ihre Unterstützung der Ahzāb] sah er als Bruch ihres Vertrags an, wenngleich sie keinen seiner Gefährten getötet hatten.“

### Al-Māwardī
Eine anderweitige Erläuterung erfolgt vonseiten al-Māwardīs, der das Vorgehen gegen die Quraiza religiös begründet. In seinem Aʿlām an-Nubūwa (Kennzeichen des Prophetentums) zählt er die charakterlichen Vorzüge Mohammeds auf, darunter seine Sanftmütigkeit (Ḥilm), seine Würde (Waqār) und seine Gutmütigkeit im Streit. Im Kontext der Fragestellung, wie es trotz dieser Charakterzüge dazu kommen konnte, dass er an einem einzigen Tag 700 Banū Quraiza ṣabran enthauptete, d. h. ohne dass diese eine Möglichkeit zur Gegenwehr hatten, verweist er auf die konkrete göttliche Anweisung zur Exekution der Quraiza. Hierbei erwähnt er die in mehreren Quellen überlieferte Aussage Mohammeds, dass Saʿd ibn Muʿādhs Beschluss der Bestimmung Gottes „von oberhalb der sieben Himmel“ (min fauqi sabʿati arqiʿatin) entspräche. Die Vernichtung der Quraiza sei somit Mohammeds von Gott auferlegte Verpflichtung als sein Gesandter gewesen und hätte dadurch keinen Akt persönlicher Rache oder anderweitiger Bosheit dargestellt. Diese Sichtweise stellt Kister zufolge die gängige Meinung innerhalb der sunnitischen Gelehrsamkeit dar.

### Ibn Qaiyim al-Dschauzīya
Vergleichbar mit al-Māwardīs religiöser Begründung des Vorfalls erläutert Ibn Qaiyim al-Dschauzīya das im Vergleich zu den beiden anderen großen medinensischen Stämmen diesmal härtere Vorgehen des Propheten wie folgt:

«وأما قريظة فكانت أشد اليهود عداوة لرسول الله […] وأغلظهم كفرا ولذلك جرى عليهم ما لم يجر على إخوانهم»

„Wa-ammā Quraiẓatu fa-kānat ašadda l-yahūdi ʿadāwatan li-rasūli Llāh […] wa-aġlaẓahum kufran wa-li-ḏālika ǧarā ʿalaihim ma lam yaǧri ʿalā iḫwānihim“

„Was nun die Quraiza betrifft, so waren sie die dem Gesandten Gottes […] feindseligsten Juden und am hartnäckigsten in ihrem Kufr [aġlaẓahum kufran], weshalb mit ihnen anders verfahren wurde als mit ihren Brüdern [von den Qainuqāʿ und Nadīr].“

Hierbei wird vonseiten Ibn Qaiyims lediglich die im Vergleich zu den Qainuqāʿ und den Nadīr strengere Behandlung der Quraiza religiös, d. h. durch ihre besonders feindselige Haltung gegenüber dem Propheten, begründet. Als unmittelbare Ursache ihrer Belagerung und Vernichtung wird ein Vertragsbruch der Banū Quraiza genannt.

## Rezeption in der modernen Leben-Mohammed-Forschung

### Kritik

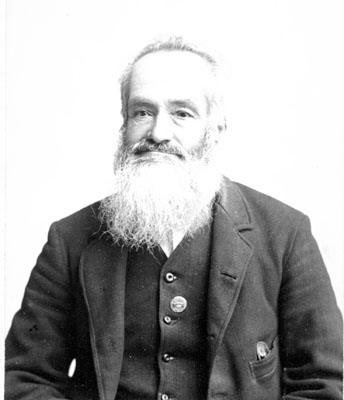
William Muir

Die Exekution der Quraiza war Anhaltspunkt diverser ethisch-moralischer Vorwürfe gegenüber dem Propheten innerhalb der Orientalistik.
So betont William Muir, dass „das Massaker der Banū Quraiza“ eine „barbarische Tat“ gewesen sei, die „nicht durch Gründe der politischen Notwendigkeit gerechtfertigt werden kann.“ Zwar wäre der Angriff auf sie, eine strenge Bestrafung derjenigen ihrer Anführer, die mit den Angreifern der Oase paktiert hatten, sowie eine Vertreibung des für die Muslime gefährlichen Stammes durchaus legitim gewesen. „Aber das willkürliche Gemetzel des gesamten Stammes kann nur als ein Akt enormer Grausamkeit angesehen werden, das einen abscheulichen Schandfleck auf den Namen des Propheten wirft.“
Die getöteten Quraiza seien Muir zufolge durch ihr Festhalten am jüdischen Glauben und ihre dadurch bedingte Tötung als Märtyrer anzusehen. Dementsprechend vermerkt der dänische Orientalist Frants Buhl mit Bezugnahme auf den Vorfall, dass Mohammed diesmal „zu erbittert“ gewesen sei, „um Schonung zu gewähren; aber die Art, wie er seinen Willen durchsetzte, hatte etwas in hohem Grade Raffiniertes und zeigt wieder seinen Charakter in einem sehr abstoßenden Licht.“
Martin Hartmann spricht von der „Ruchlosigkeit, mit der Muḥammad gegen den Stamm Quraiẓa verfuhr“ als ein „ewiges Schandmal“. Mohammed hat laut Tor Andrae bei dieser Gelegenheit „wieder den Mangel an Ehrlichkeit und moralischem Mut“ gezeigt, „der einen weniger sympathischen Zug seines Charakters bildete.“ Wie schon zuvor Muir sieht auch Salo Wittmayer Baron den Tod der Männer der Quraiza als ein Martyrium an, bezeichnet die wenigen Stammesmitglieder, die durch Konversion zum Islam der Todesstrafe entgangen sind, als „Feiglinge“, betrachtet das Urteil Saʿd ibn Muʿādhs als „Scheinprozess“ und spricht von der „grausamen Rachsucht Mohammeds und seiner Gefährten“. Zudem hätte auch das „schlechte Gewissen Mohammeds und seiner unmittelbaren Gefolgschaft“ zu den „Ungereimtheiten in den späteren arabischen Überlieferungen hinsichtlich dieses Fehlurteils“ beigesteuert. Das Ereignis sei – so Maurice Gaudefroy-Demombynes – ein „hässliches Kapitel im Leben Mohammeds“, das sich allerdings als „sehr vorteilhaft für den Ruhm Allahs und seines Propheten“ erwiesen hätte.

### Apologetik

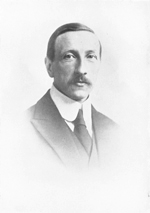
Arent Jan Wensinck

Im argumentativen Gegensatz hierzu hat sich insbesondere in der späteren Forschung eine Tendenz gebildet, das Ereignis am Maßstab damaliger Verhältnisse zu beurteilen und die Entscheidung zur Exekution als das Resultat militärischer (statt persönlicher oder ideologischer) Überlegungen darzustellen.
Schon Arent Jan Wensinck hatte festgestellt, dass einerseits das islamische Schrifttum „die grausamsten Taten Mohammeds einer himmlischen Anordnung zuschreibt: Die Belagerung der Qainuqāʿ, der Mord an Kaʿb [ibn al-Aschraf] und der Angriff auf die Quraiza. Dadurch ist jeder Tadel zum Schweigen gebracht worden. Allahs Gewissen scheint nachgiebiger zu sein als das seiner Geschöpfe.“ Andererseits sei die Tat durch das Verhalten der Banū Quraiza provoziert worden und unabdingbar für den Schutz seiner Anhängerschaft gewesen:

“De zachtste qualificatie, die de Europeesche biografen van deze daad geven is: wreed. En wreed was zij. Ons menschelijk gevoel laat geen andere beoordeeling toe. Doch het zou onbillijk zijn Mohammed's karakter naar deze daad te beoordeelen. Bij andere gelegenheden heeft hij zich een man met een vergevensgezind hart getoond […] Wat hem in dit geval tot zijn wreede daad bewogen heeft is zoo te begrijpen: hij was geprikkeld door de Qoraiẓa, die hem door hunne weifelnde houding weken lang in spanning en vrees hadden gehouden, en die, hadden zij de verbonden legers krachtig geholpen, misschien een groote ramp over Medina gebracht hadden. Hij wilde dus voor goed aan het Jodengevaar een eind maken. Daartoe was geen ander middel dan hen te vernietigen. Had hij hen verbannen dan waren zij met het sterke Chaibar verbonden een blijvend gevaar voor Medina geweest.”

„Das noch gnädigste Urteil europäischer Biographen [Mohammeds] über diese Tat ist ‚grausam.‘ Dem war auch so. Unser menschliches [Mit]Gefühl lässt kein anderes Urteil zu. Es wäre allerdings ungerecht, Mohammeds Charakter [allein] nach dieser Tat zu beurteilen. Bei anderen Gelegenheiten hat er sich als ein Mann mit einem versöhnlichen Herz erwiesen […].  Was ihn in diesem Fall zu dieser grausamen Tat bewogen hat, lässt sich wie folgt verstehen: Er wurde von den Quraiza provoziert, die ihn durch ihre schwankende Haltung wochenlang in Angst und Spannung gehalten haben, und die womöglich großes Unheil über Medina gebracht hätten, wenn sie den verbündeten Armeen [d. h. den Quraisch und ihren Verbündeten] effektiv geholfen hätten. Er wollte folglich der Judengefahr ein Ende setzen. Dafür gab es kein anderes Mittel als das der Vernichtung. Hätte er sie verbannt, hätten sie sich mit dem starken Chaibar verbündet und hätten eine ständige Gefahr für Medina dargestellt.“

Muhammad Hamidullah hebt die Möglichkeit hervor, dass sich der Prophet bzw. Saʿd ibn Muʿādh bei seiner Entscheidung zur Exekution am jüdischen Gesetz auf Basis der Tora (5. Mose 20,10–14 ) orientiert haben könnte.

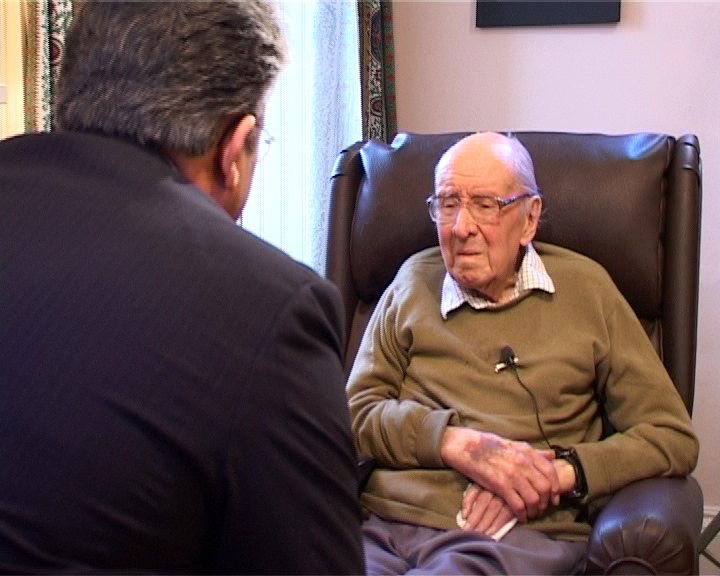
William Montgomery Watt

William Montgomery Watt betont, dass in der damaligen arabischen Welt keinerlei moralische oder anderweitige Verpflichtungen gegenüber verfeindeten Stämmen und auch schlicht alle jenen, mit denen die jeweilige Partei keine vertraglichen Abmachungen eingegangen war, bestanden hätten – „nicht einmal das, was wir als gute Sitte bezeichnen würden. Der Feind und der völlig Fremde hatten keinerlei Rechte.“ Des Weiteren beweise der Verbleib wenigstens einiger Juden in Medina auch nach der Exekution der Banū Quraiza, dass Mohammed nicht das Ziel der Vertreibung bzw. Vernichtung aller Juden der Oase verfolgt hätte. Die Banū Quraiza seien demnach aufgrund ihres Verhaltens in der Grabenschlacht und des dabei ausgeübten Verrats an der islamischen Gemeinschaft exekutiert worden: Mohammed, dessen Position nach dem fehlgeschlagenen Angriff der Quraisch nun gefestigt war, sei nicht bereit gewesen, ein solches Verhalten zu tolerieren. Folglich sei es zum Beschluss gekommen, diese „Schwachstelle in der Oase“ zu entfernen, um dadurch seinen tatsächlichen wie auch potentiellen Feinden eine Lektion zu erteilen. Auch Rudi Paret vermerkt die „ziemlich fragwürdige Neutralität“ der Quraiza während der Grabenschlacht, die – wie auch die Qainuqāʿ und Nadīr –, „[s]ooft es zu ernsthaften Auseinandersetzungen mit den Mekkanern kam,“ sich als „recht zweifelhafte Bundesgenossen“ erwiesen hätten. Es sei nicht leicht, ein möglichst objektives Urteil über dieses aus rein muslimischer Sicht überliefertes Ereignis zu fällen, bei dem man von vornherein geneigt sei, die Schuld primär bei Mohammed und seiner Anhängerschaft zu suchen. Die Befürchtung eines Verrats (statt eines tatsächlichen Vergehens) als laut Paret möglicherweise aus Sure 8:58 hervorgehender Grund der Exekution würde „eine sehr fragwürdige Begründung eines militärischen Angriffs“ darstellen.

„Doch sprechen auch gewichtige Gründe zugunsten des Propheten. Vor allem ist zu bemerken, daß die medinischen Juden nicht um ihres Glaubens willen bekriegt und aus dem Land vertrieben oder umgebracht worden sind, sondern weil sie innerhalb des Gemeinwesens von Medina in sich geschlossene Gruppen bildeten, die für Mohammed und seine Parteigänger jederzeit, vor allem aber bei einer Bedrohung durch auswärtige Gegner, gefährlich werden konnten. Es ist kein Zufall, daß die Unternehmungen […] gegen die Quraiẓa unmittelbar nach dem Grabenkrieg stattgefunden haben. […] Mohammed [war] mit den Seinen in eine äußerst kritische Lage geraten. Der Prophet mußte mit der Möglichkeit rechnen, daß die Juden mit seinen Gegnern gemeinsame Sache machen würden, falls sich das Kräfteverhältnis noch etwas weiter zu seinen Ungunsten verschieben sollte. Nachdem die akute Gefahr überstanden war, sollten für die Zukunft eben durch die Ausschaltung jüdischer Bevölkerungsgruppen sichere Verhältnisse geschaffen werden. Im übrigen erstreckten sich die Unternehmen Mohammeds immer nur auf einzelne jüdische Stämme, nie auf das medinische Judentum in seiner Gesamtheit. Dementsprechend verhielten sich diese Stämme selber. Andernfalls hätten sie sich unbedingt zum Abwehrkampf gegen die Partei der Muslime zusammenschließen müssen.
Was endlich die Massakrierung der Banū Quraiẓa angeht, so ist zu bedenken, daß die Gepflogenheiten in der damaligen Kriegsführung in mancher Hinsicht brutaler waren, als wir das im Zeitalter der Genfer Konvention gewohnt sind. Mohammed muß aber mit dem Maßstab seiner eigenen Zeit gemessen werden. Nachdem die Quraiẓa sich ihm auf Gnade und Ungnade ergeben hatten, war er nach allgemeiner Ansicht durchaus berechtigt, keine Gnade walten zu lassen. So merkwürdig und unmenschlich sich das auch anhören mag: in der öffentlichen Meinung ist er wohl dadurch schuldig geworden, daß er Befehl gegeben hat, etliche Palmen der Banū Naḍīr zu fällen, nicht aber dadurch, daß er an einem einzigen Tag mehr als ein halbes Tausend Juden über die Klinge hat springen lassen.“

Marshall Hodgson erläutert den Vorfall in seinem posthum veröffentlichten Venture of Islam ebenfalls vor dem Hintergrund der historisch-kulturellen Gegebenheiten: Unter den arabischen Zeitgenossen Mohammeds sei eine Exekution oder Geiselnahme männlicher Kriegsgefangener und die Versklavung ihrer Kinder und Frauen Usus gewesen, zumal ihre Versklavung als zu riskant betrachtet worden sei. Die Banū Quraiza haben Hodgson zufolge ihre Neutralität während der Belagerung bewahrt und sind zugleich in Verhandlungen mit den Quraisch getreten. Infolge der Grabenschlacht hätte Mohammed die bedingungslose Kapitulation der Quraiza gefordert und eine Vertreibung dieser in Angesicht der aktiven Unterstützung, die die zwei Jahre zuvor vertriebenen Banū Nadīr den Angreifern aus ihrem Exil gewährt hatten, ausgeschlossen.
Im Gegensatz zu „einer anachronistischen antisemitischen Erklärung“ des Ereignisses wird gemäß Mark Cohens (1976) Ausführungen die Auffassung, dass die Vernichtung der Quraiza pragmatischen Überlegungen verschuldet und notwendig gewesen sei, von kaum einem „vernünftigen Wissenschaftler“ infrage gestellt, „zumal die spätere Geschichte des mittelalterlichen Islam relativ wenige Anzeichen sich spezifisch gegen Juden als [religiöse] Gruppe richtender unmittelbarer körperlicher Gewalt aufweist“. Mit Verweis auf William Montgomery Watts und Haim Zeev Hirschbergs Ausführungen führt Cohen den Angriff Mohammeds auf das „nachvollziehbare Bedürfnis, seine Position und Macht in Angesicht einer etablierten jüdischen Gruppe [in Yathrib], die sich der Eingliederung in die neue Religion widersetzte, durchzusetzen“ zurück. Dementsprechend behauptet Norman Arthur Stillman (1979), dass die Behandlung der Banū Quraiza nicht nach den heutigen normativen Maßstäben zu messen sei: Ihr „bitteres Schicksal“ sei „gemäß den rauen Regeln der Kriegsführung der damaligen Epoche nicht unüblich“ gewesen. Stillman zitiert dazu den berühmten vorislamischen Dichter Zuhair ibn Abī Sulmā, der mit folgenden Worten den „rauen Ethos des damaligen Zeitalters“ zusammengefasst haben soll:
وَمَنْ لا يَذُدْ عَنْ حَوْضِهِ بِسِلاحِهِ

يُهَدَّمْ وَمَنْ لا يَظْلِمِ النَّاسَ يُظْلَمِ
wa-man lā yaḏud ʿan ḥauḍihī bi-silāḥihī

yuhaddam wa-man lā yaẓlimi n-nāsa yuẓlami
Und wer sein Revier nicht mit seiner Waffe verteidigt,

wird zerstört; und wer die Menschen nicht tyrannisiert, wird tyrannisiert.
Zusätzlich verweist er als Beispiel solcher antiken Gesinnungen und Vorgehensweisen auf das Schicksal der Bewohner der Insel Milos im fünften Jahrhundert vor unserer Zeitrechnung sowie auf das Alte Testament (5. Mose 20,13–14 ). Die Quraiza hätten die Muslime zum einen durch die Bereitstellung von Spaten, Pickeln und Körben bei ihren Grabungsarbeiten unterstützt und während der Belagerung sich in einem „Zustand bewaffneter Neutralität“ befunden. Andererseits sei ihre Loyalität zu Mohammed und seiner Anhängerschaft in Angesicht ihrer – in der zeitgenössischen arabischen Kriegsführung durchaus üblichen – Verhandlungen während der Belagerung mit Huyaiy ibn Achtab, einem Oberhaupt der verbannten Nadīr, fragwürdig gewesen. Auch Gordon Newby (1988) verweist auf diesen Umstand und vertritt die Ansicht, dass die Quraiza sich wahrscheinlich den Angreifern angeschlossen hätten, wenn „sie in der Lage gewesen wären, davon auszugehen, dass sie bei einem Angriff Mohammeds nicht im Stich gelassen worden wären.“ Mohammeds Bestimmung Saʿds sei insofern kalkuliert gewesen, als dass er von diesem ein strenges Urteil zu erwarten gehabt hätte. „Es liegt allerdings auf der Hand, dass die dahinterliegende Vorgehensweise nicht durchweg antijüdisch war, da in Medina und den Gebieten unter Mohammeds Kontrolle bis zur Zeit nach seinem Tod Juden verblieben.“ Hartmut Bobzin betont, dass Mohammeds Vorgehen gegen die Juden Medinas – „so unbegreiflich es uns heute in manchen Zügen zu sein scheint“ – nicht zu einer grundsätzlich judenfeindlichen Haltung innerhalb des Islam geführt hätte, und verweist dabei auf die ihm zufolge historisch weitaus feindlichere Einstellung des Christentums gegenüber Juden. Der Prophet habe „im Interesse der Konsolidierung seiner Gemeinde gewiß konsequent und im Rahmen der damaligen in Arabien üblichen ethischen Normen gehandelt. Wäre sein Handeln ‚verwerflich‘, d. h. gegen die geltende Norm, gewesen, so hätten seine Biographen, denen ja an einer grundsätzlich positiven Darstellung gelegen war, viel mehr verschwiegen.“

### Kritik an der Apologetik

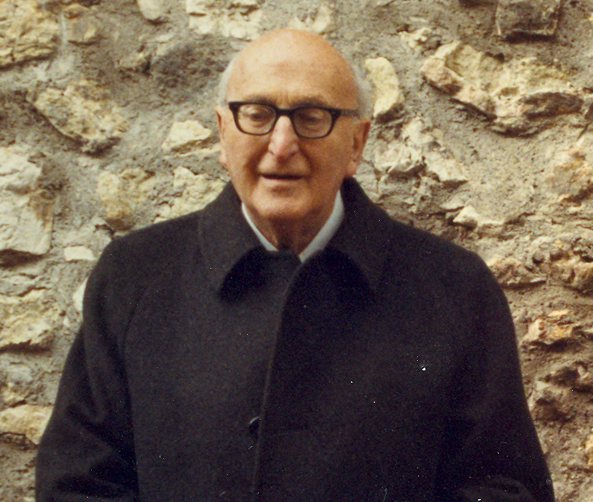
Francesco Gabrieli

Konträr zu solchen Überlegungen stehen unter anderem Francesco Gabrielis Ausführungen, der die Banū Quraiza zwar als „potentielle fünfte Kolonne im Rücken des Propheten“ während der Belagerung Yathribs bezeichnet, die sich nach außen hin neutral verhielten, allerdings insgeheim in Kontakt mit den Feinden Mohammeds standen, dennoch Mohammeds Vorgehen als nicht zu entschuldigen ansieht:

“This dark episode, which Muslim tradition, it must be said, takes quite calmly, has provoked lively discussion among western biographers of Muhammad, with caustic accusations on the one hand and legalistic excuses on the other. In reply to the horror of Christian and modern sentiment at the unnecessary slaughter […] it has been argued that these things took place in an Arabia whose ethic was neither Christian nor modern, and where the only restraint against the extermination of an enemy would be the thought of the revenge or blood-money which it would entail. […] For our part, we do not care to submit the bloody course of history to legalistic disputes as to guilt or innocence; we merely note that haqn ad-dima, the avoidance of bloodshed, was a virtue not unknown even in pagan Arabia, and one which the Prophet himself showed on other occasions, if perhaps from political motives rather than from innate gentleness. In this case he was ruthless, with the approval of his conscience and of his God, for the two were one; we can only record the fact, while reaffirming our consciousness as Christians and civilised men, that this God or at least this aspect of Him, is not ours.”

„Dieses dunkle Kapitel, welches die muslimische Überlieferung – dies muss erwähnt werden – ziemlich gelassen nimmt, hat unter westlichen Mohammedbiographen zu lebhaften Diskussionen mit scharfen Vorwürfen auf der einen und legalistischen Rechtfertigungen auf der anderen Seite geführt. Als Antwort auf das Entsetzen einer christlichen und modernen Geisteshaltung über das unnötige Gemetzel […] ist das Argument hervorgebracht worden, dass diese Dinge in einem Arabien stattgefunden haben, dessen Ethos weder christlich noch modern war, und wo der Gedanke an eine dadurch hervorgerufene Blutrache oder -schuld die einzige Hemmnis bei der Vernichtung des Feindes darstellte. […] Wir selbst haben kein Interesse daran, den blutigen Verlauf der Geschichte legalistischen Disputen hinsichtlich einer Schuld oder Unschuld zu unterwerfen; wir vermerken lediglich, dass das haqn ad-dimā – die Vermeidung des Blutvergießens – eine sogar im heidnischen Arabien nicht unbekannte Tugend war, welche der Prophet des Islam selbst bei anderen Anlässen (wenngleich womöglich aus politischen Gründen denn aus einer angeborenen Milde) an den Tag legte. In diesem Fall war er im Einverständnis mit seinem Gewissen und seinem Gott, da beide das ein und dasselbe sind, skrupellos; wir können nur unter Beteuerung unserer Besinnung als Christen und zivilisierte Menschen die Tatsache verzeichnen, dass dieser Gott zumindest in dieser Hinsicht nicht unser Gott ist.“

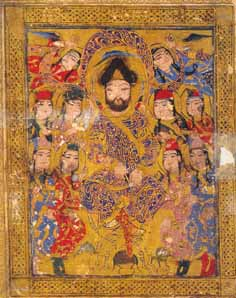
Frontispiz eines Manuskripts des Kitāb al-Aghānī

Zwar ist es gemäß Maxime Rodinsons Ausführungen schwierig, das Massaker der Quraiza zu beurteilen: „Man muß die Sitten jener Zeit bedenken, die sehr roh waren.“ Doch gehe aus dem Bemühen der Exkulpation Mohammeds vonseiten der islamischen Historiographie das Aufsehen hervor, das die Tat erregt habe. Im islamischen Schrifttum fänden sich zum Geschehen Details – nämlich die Vorahnung Abū Lubābas vom Schicksal des Stammes sowie die Bestimmung des auf Rache sinnenden Saʿd ibn Muʿādhs als Schiedsrichter –, die „einem kaum erlauben, an die Unschuld des Propheten zu glauben.“ Zugleich sei das Massaker aus politisch-militärischer Sicht eine durchaus kluge Maßnahme gewesen: Die ständige von den Quraiza ausgehende Gefahr, ihre Verstärkung des „Nest[s] der [antimuslimischen] Intrigen in Chaibar“ im Falle einer Vertreibung sowie die Abschreckung der Feinde Mohammeds und seiner Anhängerschaft hätten den Beschluss zur Exekution zur rein politisch mit Abstand besten Lösung gemacht. Michael Lecker (1995) betrachtet die Exekution der Banū Quraiza als ein Novum auf der Arabischen Halbinsel: Vor der Entstehung des Islam sei unter den Arabern die Vernichtung des Feindes nie ein Kriegsziel gewesen. Lecker verweist hierbei auf das im Kitāb al-Aghānī Abū l-Faradsch al-Isfahānīs überlieferte Massaker der Aus an den Chazradsch infolge der Schlacht von Buʿāth 617, während dessen jemand die Aus gemahnt haben soll, mit den geschlagenen Chazradsch schonend umzugehen und sie nicht zu vernichten:

«يا معشر الاوس اسحبوا ولا تهلكوا اخوتكم فجوارهم خير من جوار الثعالب»

„Yā maʿšara l-Ausi! Isḥabū wa-lā tuhlikū iḫwatakum fa-ǧiwāruhum ḫairun min ǧiwāri ṯ-ṯaʿālibi!“

„Oh, Gruppe der Aus! Zieht euch zurück und richtet eure Brüder [die Chazradsch] nicht zu Grunde, da es besser ist, sie als Nachbarn zu haben als die Füchse.“

Diese Aussage spiegelt Lecker zufolge die dahingehend gängige zeitgenössische arabische Haltung wider. Derselben These folgt Irving Zeitlin (2007) mit Verweis auf Leckers Ausführungen. Demnach ginge der Streit mit den Banū Quraiza und ihre Exekution nicht nur auf religiöse sowie ideologische Gründe, sondern insbesondere auf wirtschaftliche sowie politische Ursachen zurück. Derweil bezeichnet Tilman Nagel das Vorgehen als eine der „abstoßendsten Untaten“ Mohammeds sowie ferner als „Morden“ und „Greuel“.

### Revisionistische Tendenzen
Walid Najib Arafat und Barakat Ahmad haben indes den Versuch unternommen zu beweisen, dass die Männer der Banu Quraiza nicht allesamt getötet worden seien, und die Glaubwürdigkeit der Informationen der islamischen Historiographie angezweifelt.
Arafats Ausführungen sind von Meir Jacob Kister widerlegt worden.
Fred Donner hat in seinem Werk zur Entstehungsgeschichte des Islam auf Basis des Umstands, dass die Quraiza in der Gemeindeordnung von Medina keine namentliche Erwähnung finden, die Möglichkeit gefolgert, dass es sich bei der Exekution der männlichen Stammesmitglieder um eine bewusste Übertreibung oder gar Erfindung vonseiten der islamischen Historiographie handeln könnte. Andere ihm zufolge mögliche dahingehende Erklärungen wären, dass der Text in der Tat auf eine Phase im Leben des Propheten zurückgeht, in der die drei großen jüdischen Stämme der Oase bereits vertrieben bzw. vernichtet worden waren oder dass entsprechende Klauseln des Dokuments bzw. andere Dokumente entweder verloren gegangen oder aufgrund ihrer Überflüssigkeit als Folge der Vernichtung der Quraiza gestrichen worden sind: „Diese und viele andere Fragen sind künftig von der Forschung zu eruieren.“

### Moderne islamische Apologetik
Neben dem schon erwähnten Muhammad Hamidullah in seinem Muslim Conduct of State sowie Arafats und Ahmads Versuch einer revisionistischen Kritik am vorliegenden Quellenmaterial haben sich auch andere muslimische Intellektuelle außerhalb der Orientwissenschaften den Vorwürfen der (europäischen) Orientalistik gestellt und einen Versuch der Entkräftung der Kritik insbesondere der früheren Forschung auf apologetischer Basis unternommen. Demnach habe Saʿd ibn Muʿādhs Entscheidung dem Überleben der islamischen Gemeinschaft gedient. Die Schuld liege bei Huyaiy ibn Achtab, der die Banū Quraiza zum Verrat am Propheten verführt habe.